# 显示器

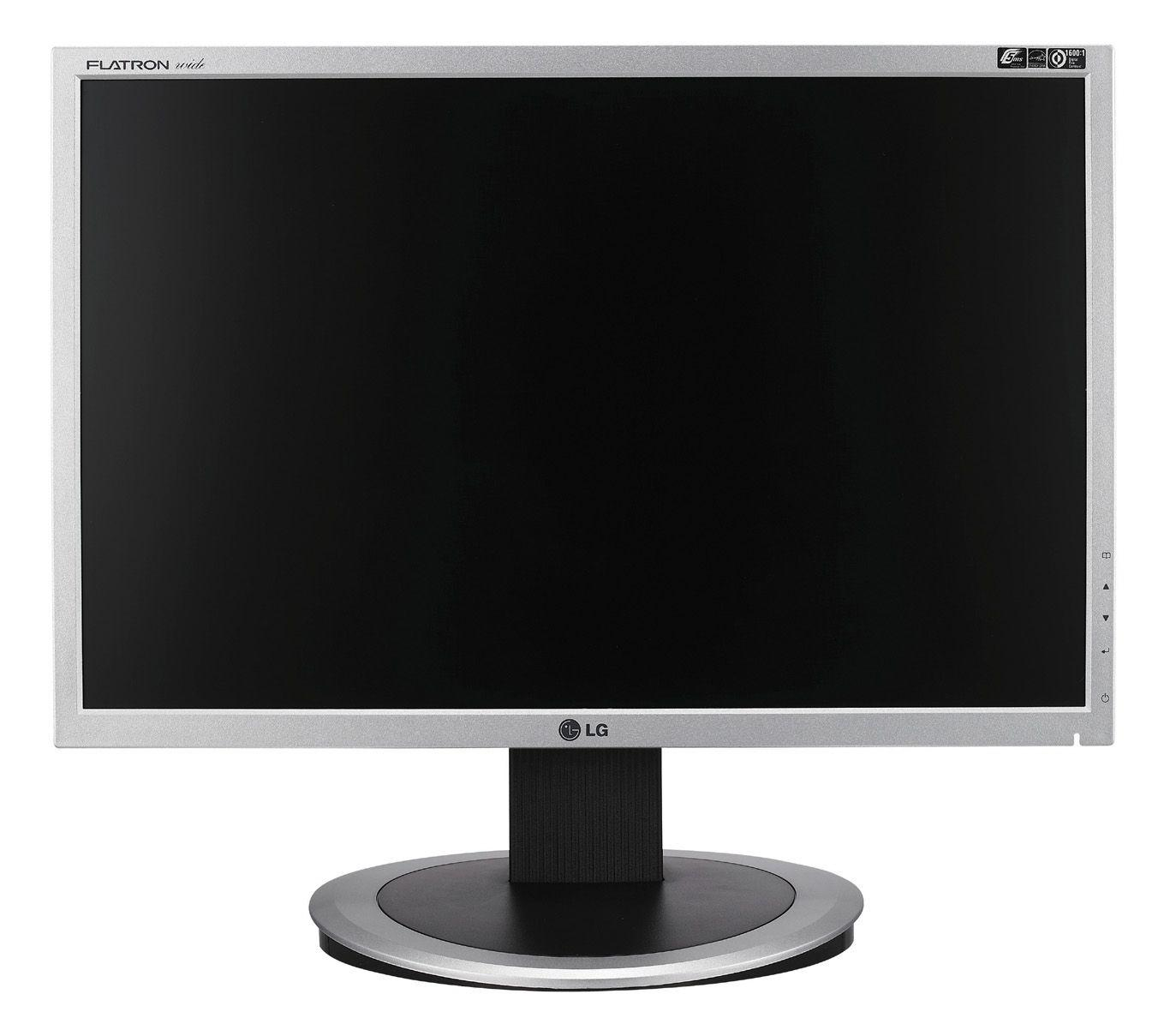
一款LG宽荧幕液晶電腦顯示器

顯示器（英語：或monitor）是一種輸出裝置，用於顯示影像及色彩。常见的顯示器是電腦及电视的螢幕。電子視覺顯示器的常見應用是電視機或计算机显示器。

## 歷史
最早的显示器是1922年的阴极射线管（CRT）。
Apple I首次為電腦帶來顯示器的概念，而不僅僅是一台充滿訊號燈的大盒子。
现在已经发展为LCD顯示器、OLED顯示器。

## 螢幕尺寸
螢幕尺寸依荧幕對角線計算，通常以英寸（inch）作為單位，現時一般主流尺寸有17"、19"、21"、22"、24"、27"等，指螢幕對角線的長度。常用的顯示器又有標準螢幕（窄螢幕）與寬螢幕，方螢幕長寬比為4:3（还有少量比例为5:4），寬螢幕長寬比為16:10或16:9。在对角线长度一定情况下，宽高比值越接近1，实际面积則越大。
宽螢幕比较符合人眼视野区域形状。

## 顯示器分類与特性
- 投影式顯示器
- 立體成像顯示器
- 有機發光二極體顯示器
- 電子紙以電子墨水屏[3]爲代表
- 系統整合型面板
- 發光二極管顯示器
- 段显示器只能显示字母或数字符号
- 觸控式螢幕

## 性能指标
显示器的性能一般由以下性能指标决定：（和通常使用的單位）
- 荧幕尺寸（一般采用英寸）

- 可视面积
- 实际面积
- 纵横比（水平：垂直，較常見為4:3，16:9和16:10）

- 分辨率（點/平方英寸；dpi）
- 点距（毫米；通常為0.18-0.25mm）
- 刷新率（赫茲；Hz）：一个显示器在一秒内页面刷新的次数，目前主流的有60Hz、120Hz、144Hz、240Hz 。此值越大越好。
- 亮度（流明；Lux），亮度太高会影响视力
- 对比度：最高亮度比最低亮度
- 能耗（瓦特；W）：显示器进入待机状态下的能耗较小。
- 响应时间（毫秒；ms）：一个像素从活动（黑）到静止（白）状态，再返回到活动状态所用的时间。数值越小越好。
- 可视角度：在纵横方向可以看到影像的最大角度。

## 多显示器
同时连接多个显示器到同一个显示适配器的显示方式。
通常分为两类：延伸和复制。延伸是把兩個顯示器當作一個桌面處理。复制則是於兩個顯示器輸出同樣的內容。
註記：虚拟桌面是軟體技術，與顯示器這硬件無關